# Reinaldo de Sidón
Reinaldo de Sidón o Reinaldo Grenier (aprox. 1130 - 1202; también Reginaldo o Renaud) fue el Conde de Sidón y un importante noble del Reino de Jerusalén a finales del siglo XII. Era hijo de Gerardo Grenier e Inés de Bures.
Reinaldo es conocido por ser uno de los pocos señores francos en hablar con fluidez el árabe. Después de la batalla de Hattin en 1187, ganada por Saladino y donde milagrosamente pudo escapar junto a su futuro suegro Balián de Ibelín, Reinaldo trató de proteger su condado de Sidón. Con la llegada de Saladino, cerca de la fortaleza de Beaufort, Reinaldo le salió al encuentro afirmando tener simpatías musulmanas para poder reforzar las defensas. Sin embargo Saladino finalmente frustró sus planes, torturándolo, y finalmente tomando la fortaleza, así como la misma ciudad de Sidón.
Posteriormente, Saladino se avergonzó del trato reservado a un señor tan estrechamente vinculado con su familia (Reinaldo de Grenier tenía una estrecha amistad con el hermano de Saladino, Al-Adil), que le devolvió la mitad de su feudo.
Reinaldo también fue uno de los consejeros de Ricardo I de Inglaterra cuando este emprendió la Tercera Cruzada y estuvo a cargo de la defensa de la fortaleza de Tiro cuando Conrado de Montferrato llegó y salvó el lugar que Reinaldo estaba preparando para entregarla a Saladino. Su hijo Balián lo sucedió al frente del condado en 1202.